# Музей португальської мови
Музей португальської мови (порт. Museu da Língua Portuguesa) — інтерактивний музей у місті Сан-Паулу про португальську мову. Музей розташований в будівлі залізничної станції Луз в окрузі Луз, на верхньому поверсі над власно станцією. Він був заснований Секретаріатом культури міста разом з фондом Роберту Марінью, вартість будівництва склала 37 млн. реалів.
Метою музею є створення живої репрезентації розвитку португальської мови, навчання та враження глядачів незвичайними аспектами їх рідної мови. Засновики, як написано на сайті музею, «бажають, щоб музей надав доступ до нових знань та думок, інтенсивним та розважальним засобом». Музей призначений для відвідувачів зі всіх районів Бразилії та всіх шарів її населення, для всіх, хто бажає бульше дізнатися про своє походження, історію та розвиток своєї мови.

## Ресурси Інтернету
- Museu da Língua Portuguesa [Архівовано 25 січня 2010 у Wayback Machine.] (порт.)
- Secretaria da Cultura de São Paulo [Архівовано 20 вересня 2009 у Wayback Machine.] (порт.)
- Fundação Roberto Marinho [Архівовано 6 березня 2009 у Wayback Machine.] (порт.)
- Fundação Calouste Gulbenkian [Архівовано 13 березня 2009 у Wayback Machine.] (порт.)
- Fundação Luso-Brasileira (порт.)
- Revista Museu [Архівовано 21 березня 2009 у Wayback Machine.] (порт.)
- Instituto Camões [Архівовано 16 січня 2009 у Wayback Machine.] (порт.)

23°32′6.1218″ пд. ш. 46°38′11.8212″ зх. д. / 23.535033833° пд. ш. 46.636617000° зх. д.